# Varroáza

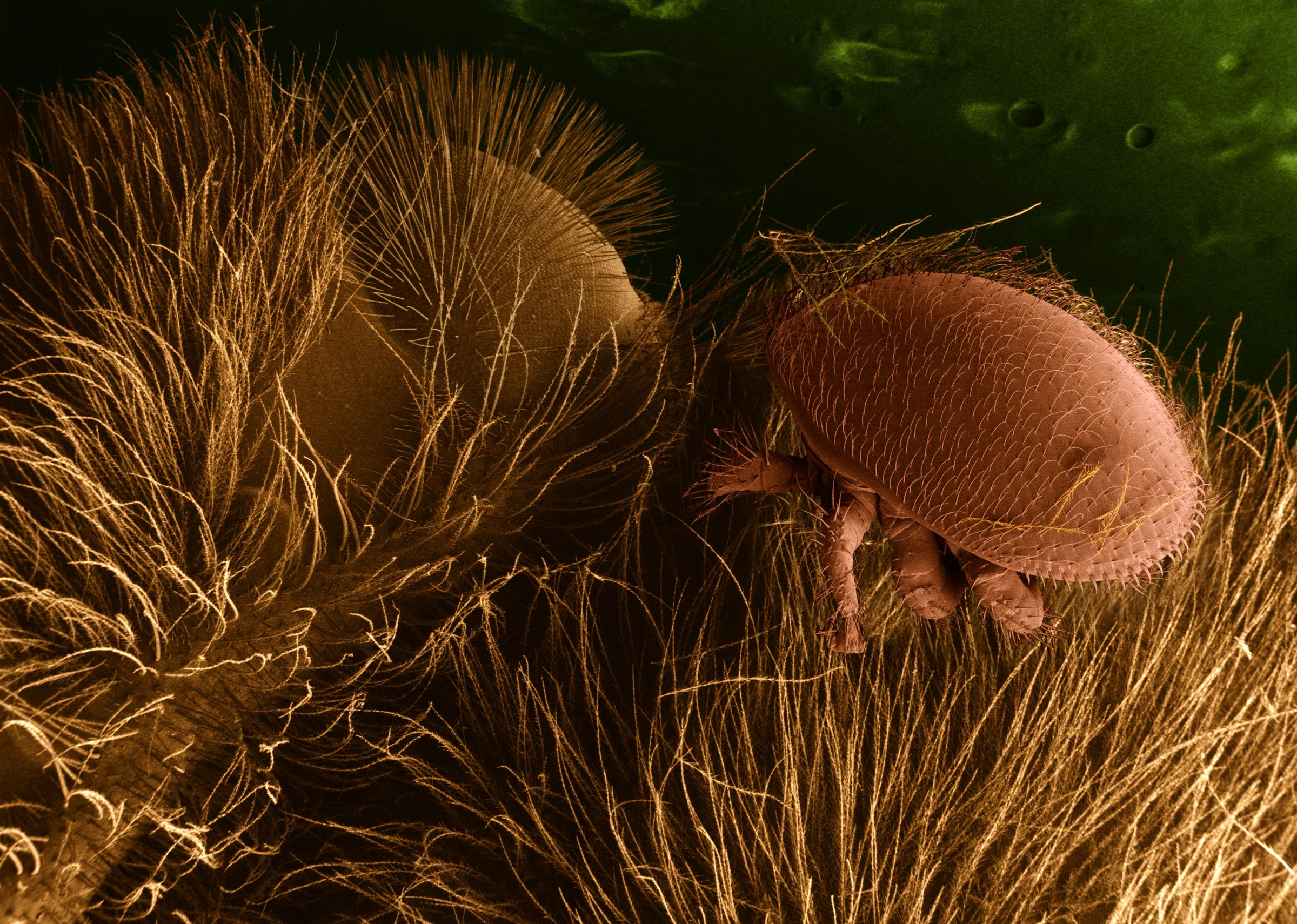
Parazit Varroa destructor na těle včely, obarvený snímek z elektronového mikroskopu

Varroóza (též, varroáza, varoáza, Varroasis apium) je parazitární onemocnění včel způsobené roztočem Varroa destructor (Anderson a Trueman, 2000), původně označovaný jako Varroa jacobsoni (Oudemans, 1904). Tento roztoč pochází z Indie, kde jsou tamní včely vůči němu rezistentní, na rozdíl od včel evropských. V Česku je rozšířen od 70. let 20. století. Napadá především plod, ale i dospělé jedince, živí se jejich tkání tukového tělíska Velkým problémem jsou virová onemocnění, která roztoči přenášejí.

## Historie
První roztoč se na území tehdejšího Československa objevil v roce 1978 na východním Slovensku. Na území Česka byl objeven
v roce 1981 v okrese Ústí nad Orlicí. Přes tvrdá restriktivní opatření (utracení včelstev) a monitoringu zimní měli se kleštík včelí rozšířil po celém území Slovenska i Česka. Léčba varroózy, prováděná po sběru medu v podzimních měsících, je nedostatečná. V zimě na přelomu let 2007–2008 zahynula v důsledku varroózy přibližně třetina včelstev v Česku. Stále se hledají postupy účinné a včasné diagnostiky, varroamonitoring a preventivní opatření. 

## Klinické příznaky
Včelstvo postupně slábne, líhnou se včely s nedokonale vyvinutými křídly, zakrnělýma nohama či menším počtem noh. Dochází k výraznému zkrácení délky života včel, přičemž včely hynou často během zimy, v případě masivního napadení i na podzim. Jsou-li již ve včelstvu zjevné příznaky varroózy, na léčení bývá zpravidla pozdě.

## Diagnostika varroózy
Mrtvé roztoče, kteří jsou viditelní pouhým okem, můžeme objevit na dně úlu. Při diagnostice varroózy je zaměřena pozornost kromě klinických příznaků zejména na identifikaci původce.
- Vyšetřuje se měl z varroa dna (adspekční, flotační metodou)
- Vyšetření trubčího plodu (adspekcí či vyplavením)
- Vyšetření dospělých včel (termická, smyvem). Bez usmrcení včel je možné využít metodu narkotizace CO2 nebo posypu a oklepu moučkovým cukrem. Diferenciálně diagnosticky je třeba odlišit včelomorku obecnou (Braula coeca).

## Léčení
Léčbu lze Česku provádět jen přípravky registrovanými ÚSKVBL , ve shodě s jejich příbalovou informací (pak není ohrožen med jako potravina) a dále podle Metodického pokynu Státní veterinární správy pro chovatele včel k prevenci a tlumení varroázy a podle Metodiky kontroly zdraví zvířat a nařízené vakcinace, kterou vydává ministerstvo zemědělství. Existují prostředky a postupy na bázi:
- syntetických akaricidů - tau-fluvalinát, flumethrin, amitraz. (Jednoduchost použití x rezistence[8], kontaminace vosku)
- přírodních látek - kyselina mravenčí, kyselina mléčná, kyselina šťavelová, tymol. (Absence reziduí x větší pracnost)
- zootechnických opatření - celoroční varroamonitoring, tvorba oddělků, dělení včelstev, odběr plodu, přemetení na mezistěny, klíckování matek a
- ostatní metody, například teplotní,[9] která se používá od 70. let.[10] Hledají se také genetické možnosti boje s parazitem.[11] Řada týmů se snaží podchytit a selektovat přirozenou odolnost včel (například varroasenzitivní hygiena VSH).[12] Problémem ale zůstává nízká dědivost těchto vlastností.